# Ситканска смрча
Ситканска смрча (или смрека) (лат. Picea sitchensis) је врста смрче.

## Ареал и станиште
Природни ареал се налази на крајњем западу Северне Америке, али се гаји као парковска биљка и ван граница Америке. Врло је честа у Данској, Норвешкој и на Исланду. Парковска је биљка не само због своје декоративности, већ и због отпорности на услове које ствара градска средина.

## Опис биљке
У Америци израсте и до 60 m. Иглице су јој тврде, пљоснате и оштро ушиљене, на стеригмама. Дуге су између 1,5 и 2,5 cm. Две беле пруге стома на наличју им дају сребрнобелу боју. Шишарке су ваљкастог облика и дуге 6-13 cm.